# Rhythm-a-Ning
Rhythm-a-Ning est un standard de jazz composé par le pianiste américain Thelonious Monk, probablement en 1940 ou 1941, et enregistré pour la première fois en 1957 .

## À propos

### Titre
Le titre fait référence au morceau de George Gershwin I Got Rhythm, dont Rhythm-a-Ning emprunte la progression d'accords (« rhythm changes »).

### Analyse
Dans ce morceau, la mélodie de Monk suit très librement la grille d'accords d'I Got Rhythm. C'est un procédé très fréquent dans la musique du pianiste : il souligne rarement l'harmonie, l'approchant de biais, comme dans Evidence ou Criss-Cross. Pour autant, c'est une mélodie assez simple et très facilement chantable.
La mélodie principale est basée sur deux arpèges répétés avec un déplacement rythmique (mesures 1-2). Cette phrase est suivie d'une gamme brisée descendante (mesures 3-4). Le thème se poursuit avec un riff de trois notes (fa-sol-la bémol) joué deux fois. Ce motif est ensuite rejoué, mais déplacé de deux temps, ce qui donne des accents différents. Ce type de déplacement rythmique est classique du style de Monk, et on en trouve de nombreux exemples dans ses improvisations, ainsi que dans ses compositions (par exemple dans Blue Monk, Epistrophy, In Walked Bud, Well, You Needn't…),.
La section B, le pont, se base largement sur la gamme par tons, très fréquente dans la musique de Monk. En harmonie du jazz, on peut associer un accord de dominante à une des gammes par tons, ce que fait Monk jusqu'à la fin du pont, où il joue la « mauvaise » gamme sur l'accord de Fa7, créant une sévère dissonnance.

### Origine de la mélodie
Monk n'est pas l'inventeur de la mélodie des quatre premières mesures de Rhythm-a-Ning, qui remonte au moins aux années 1930. On trouve de nombreuses improvisations et compositions, basées sur les rhythm changes, qui utilisent ces deux triades suivies d'une gamme brisée, sous une forme ou une autre : ce riff faisait probablement partie du vocabulaire des musiciens dans les années 1930 et 1940,, :
- Ducky Wucky par Lawrence Brown, tromboniste de l'orchestre de Duke Ellington (1932)
- I've Got the World on a String par Teddy Bunn avec l'orchestre de Red McKenzie (1934)
- Walking and Swinging, joué par l'orchestre d'Andy Kirk en 1936, composé et arrangé par Mary Lou Williams, amie et mentore de Monk[6],[2]. Cette version est celle qui se rapproche le plus de Rhythm-a-Ning, avec deux triades et la gamme brisée, et probablement la première occurrence à être écrirte[5],[7]
- Paging Dr. Christian de Charlie Christian (1941)[8]. Monk a joué avec Charlie Christian au Minton's Playhouse, et a probablement joué ce riff à ce moment-là[9]
- To a Broadway Rose par Ray Conniff avec l'orchestre d'Artie Shaw (1942)
- Taps Miller de Count Basie (1944) peut également évoquer ce riff[5]
- Opus Caprice de Al Haig (1950), un morceau populaire rejoué notamment par Wynton Kelly en 1951[10]
- Dandy Lion de Woody Herman (1951)
- Symphony Hall Swing de Sonny Stitt (1952)

Monk s'inscrit donc dans une lignée de compositeurs utilisant ce riff. Pour autant, c'est sa version qui au fil du temps est devenue la référence.

## Enregistrements

### Par Thelonious Monk
Thelonious Monk a enregistré ce morceau à plusieurs reprises :
- 1957 : Art Blakey's Jazz Messengers with Thelonious Monk (en), Art Blakey
- 1957 : Mulligan Meets Monk (en)
- 1958 : Thelonious in Action
- 1959 : Les Liaisons dangereuses 1960 (sorti en 2017)
- 1963 : Criss Cross
- 1963 : Thelonious Monk in Italy (en)

### Autres versions
Gil Evans a réalisé deux arrangements de Rhythm-a-Ning, un premier en 1976 et un second en 1987, joué par le big band Lumière de Laurent Cugny. Ce morceau donne son titre à l'album du big band (en) publié en 1988.
De nombreux autres musiciens ont enregistré Rhythm-a-Ning, notamment :
- 1960 : Art Pepper sur Gettin' Together!
- 1961 : Johnny Griffin et Eddie Davis sur Lookin' at Monk
- 1971 : Dexter Gordon sur The Jumpin' Blues
- 1981 : Cedar Walton sur The Maestro
- 1982 : Chick Corea, Miroslav Vitouš et Roy Haynes sur Trio Music
- 1985 : le Kronos Quartet avec Ron Carter sur Kronos Quartet Plays the Music of Thelonious Monk
- 1985 : Clifford Jordan quartet sur Half Note
- 1986 : McCoy Tyner quartet sur Double Trios
- 1986 : le guitariste norvégien Thorgeir Stubø publie un album intitulé Rhythm'A'Ning (en)
- 1990 : les pianistes Kenny Barron et John Hicks publient un album intitulé Rhythm-a-Ning (en)
- 1996 : Esbjörn Svensson Trio sur Plays Monk
- 1999 : Andy Summers sur Green Chimneys - The Music of Thelonious Monk
- 2001 : Jean-Michel Pilc et Hein van de Geyn sur The Long Journey
- 2006 : Keith Emerson sur Off the Shelf
- 2015 : Noël Akchoté sur Melodious - Plays the Music of Thelonious Monk
- 2017 : Joey Alexander sur Joey.Monk.Live!

Jon Hendricks a ajouté des paroles au morceau, dans une version enregistrée par Carmen McRae sur Carmen Sings Monk (1990).